# Hanácké muzeum v přírodě
Hanácké muzeum v přírodě (dříve Soubor staveb lidové architektury v Příkazích) je součástí Národního muzea v přírodě v České republice. Organizuje sbírku nemovitých i movitých dokladů k dějinám lidové kultury, spravuje sbírkové předměty národopisného charakteru a ve vesnické památkové rezervaci situované objekty lidové architektury, dokumentuje lidovou kulturu z národopisné oblasti Haná. Lidově nazývaný Hanácké skanzen v Příkazích je unikátním dokladem hliněného stavitelství na Hané, pozoruhodná je míra dochování areálu jako celku, včetně zahrad s ovocnými stromy a čtyřmi unikátními špaletovými stodolami. Areál ve své zadní části obehnán hliněnými zídkami z 1. poloviny 19. století, dokumentují rozvoj lidového stavitelství v oblasti Hané.

## Historie
S myšlenkou zřízení národopisného muzea v hanácké vesnici přišel v 70. letech 20. století etnograf  Jan Rudolf Bečák,  pracovník tehdejšího Vlastivědného ústavu v Olomouci.  V roce 1986  Krajské středisko památkové péče a ochrany přírody vykoupilo od tehdejších majitelů hanácký statek v Příkazích (Kameníčkův grunt), ve kterém vznikla první expozice. Hanácké skanzen byl slavnostně otevřen  15. dubna 1990 a o čtyři roky později byla zpřístupněna jeho druhá část s hospodářskými budovami (špaletové stodoly  ze 40. let 19. století)  doplněná novými expozicemi zemědělské techniky a nářadí.
Jádrem památkově chráněného areálu je typický hanácký statek čp. 54 s obytnou a hospodářskou částí z roku 1875, tzv. Kameníčkův grunt.  Areál přístupný veřejnosti je situován ve vesnické památkové rezervaci s dalšími pozoruhodnými lidovými objekty. Vysoký stupeň dochování vykazuje venkovní areál a také interiér statku, zahrnuje tradiční kuchyni, světnice a dílny. Téměř veškeré vybavení se zachovalo v původní funkčnosti i po technické stránce. Řadu činností, dříve pro hanácký venkov naprosto běžných, představuje muzeum v přírodě v původní podobě, včetně chovu domácích hospodářských zvířat (tzv. živé muzeum).
Hanácká hospodářská usedlost je památkové chráněným objektem do roku 2018 byla v péči Národního památkového ústavu. S účinností od 11. prosince 2018 organizační složkou Národního muzea v přírodě, příspěvkové organizace Ministerstva kultury České republiky.
V roce 2022 byla pro veřejnost otevřena unikátní roubená Vinklárkova stodola transferovaná do muzea z obce Skalička u Hranic, jejíž některé části jsou až 450 let staré.

### Kameníčkův grunt
Grunt na tomto místě je zmiňován v nejstarším urbáři kanovnické prebendy už v 16. století. Prvním prokázaným majitelem byl Jan Novák, který zemřel v roce 1648. Od roku 1684 na něm sto let  hospodařila rodina Fialových. V roce 1793 grunt koupil jejich příbuzný Tomáš Květoň.  Grunt vyhořel při velkém požáru, který v obci vypukl roku 1834.
V roce 1847 se novým majitelem stal  František Kameníček ze sousední obce  Náklo. Na základě kupní smlouvy musel poskytnout manželům Květoňovým a jejich třem dětem výměnek, který jim doživotně zaručoval ubytování. Výměnkářka Marie Květoňová  jako poslední člen rodiny žila na gruntu až do své smrti v roce 1909.  František Kameníček tragicky zemřel v roce 1875. Na gruntu, který byl v roce 1876 výrazně přestavěn, hospodařila jeho manželka Juliána se třemi syny. V roce 1890 grunt  o výměře 17,5 ha předala nejstaršímu synovi Josefovi. Společně s ním zde  bydlel  bratr František s rodinou, nejmladší bratr Florián byl učitelem v obci Březolupy u Uherského Hradiště. Svobodný a bezdětný Josef Kameníček zemřel v roce 1926 a o rok později tragicky zahynul i František.  Majitelem gruntu se  stal v roce 1928 Florián Kameníček, který se po odchodu do penze v roce 1932 přestěhoval s manželkou do Příkaz. V roce 1941 musel z rozhodnutí německých úřadů grunt opustit. V letech 1943–1945 na něm hospodařila rodina německých přistěhovalců. Po válce se na grunt vrátil Florián Kameníček, ale v roce 1949 musel většinu polí předat nově vzniklému zemědělskému družstvu. Po dalších pozemkových úpravách bylo rodině Kameníčkových ponecháno pouze 1,45 ha. Po smrti Floriána Kameníčka v roce 1953 na gruntu bydlel syn Otakar s rodinou. V roce 1958   byla   venkovská usedlost čp. 54,  tzv. Kameníčkův grunt včetně špaletové stodoly vyhlášena kulturní památkou. Otakar Kameníček zemřel v roce 1979, jeho manželka v roce 1985  a potomci prodali grunt Státnímu ústavu památkové péče a ochrany přírody.

## Program
Program muzea doplňují sezónní jarmarky, s nimi je spojena ukázka tradičního postupu výroby klasických venkovských produktů (smetana, máslo, pivo, tvarůžky atd.), řemesel (např. výroba nepálených cihel), sečení, výmlatu apod.
Součástí areálu je také galerie k pořádání příležitostných výstav. Od roku 2015 byl multifunkční sál v jedné z historických špaletových stodol, vybaven původními řadami sedaček ze zrušeného olomouckého kina Lípa (dříve Apollo), určen převážně pro filmové projekce nebo divadelní představení. Dramaturgie zaměřena na filmy z prostředí českého venkova, v programu také unikátní historické dokumenty o moravském venkovu z fondu Národního filmového archivu (NFA).
| Rok  | Počet návštěvníků |
| ---- | ----------------- |
| 2015 | 4 740             |
| 2016 | 5 613             |
| 2017 | 5 337             |

## Galerie

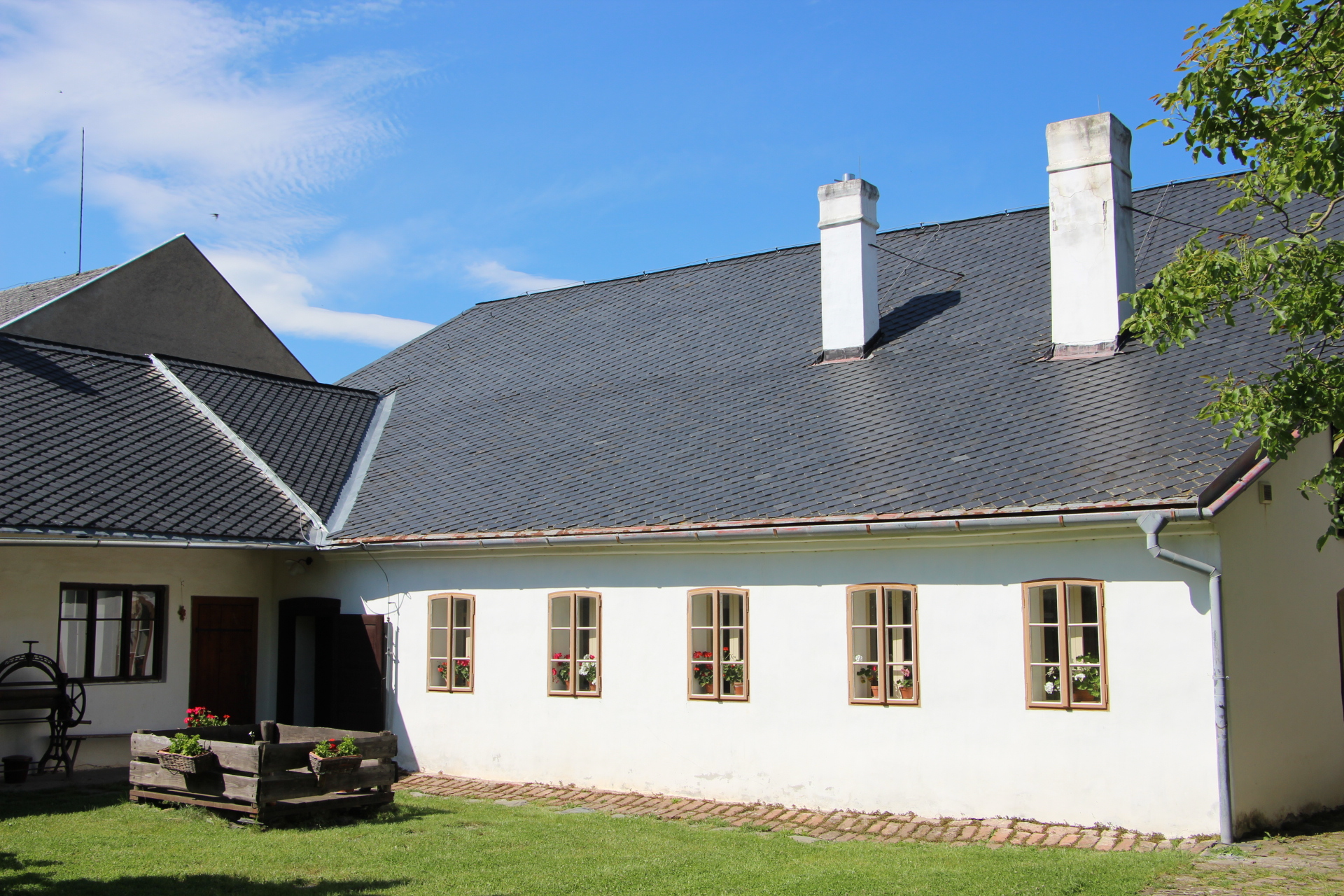
Pohled ze dvora
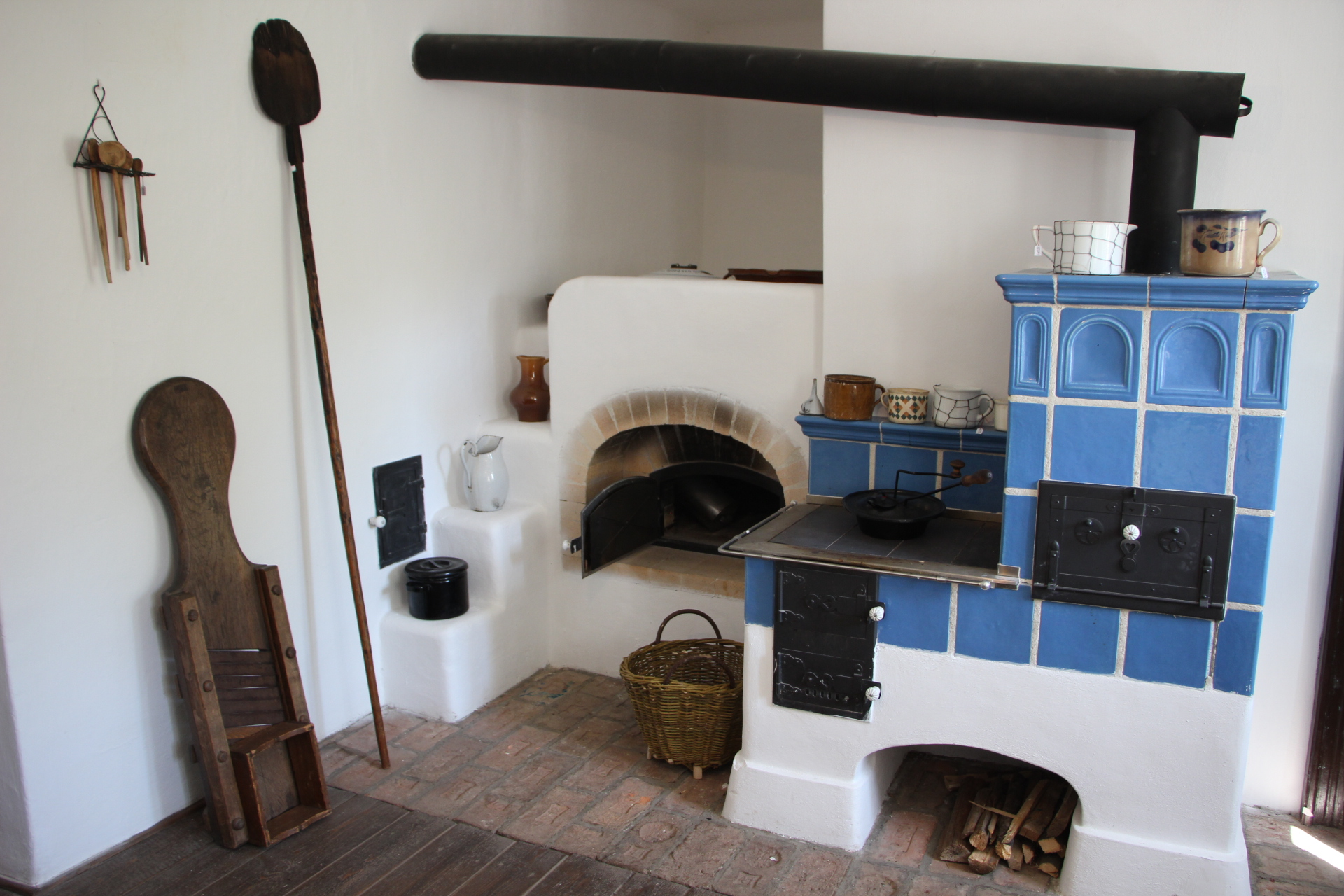
Hanácká kuchyně s pecí na chléb
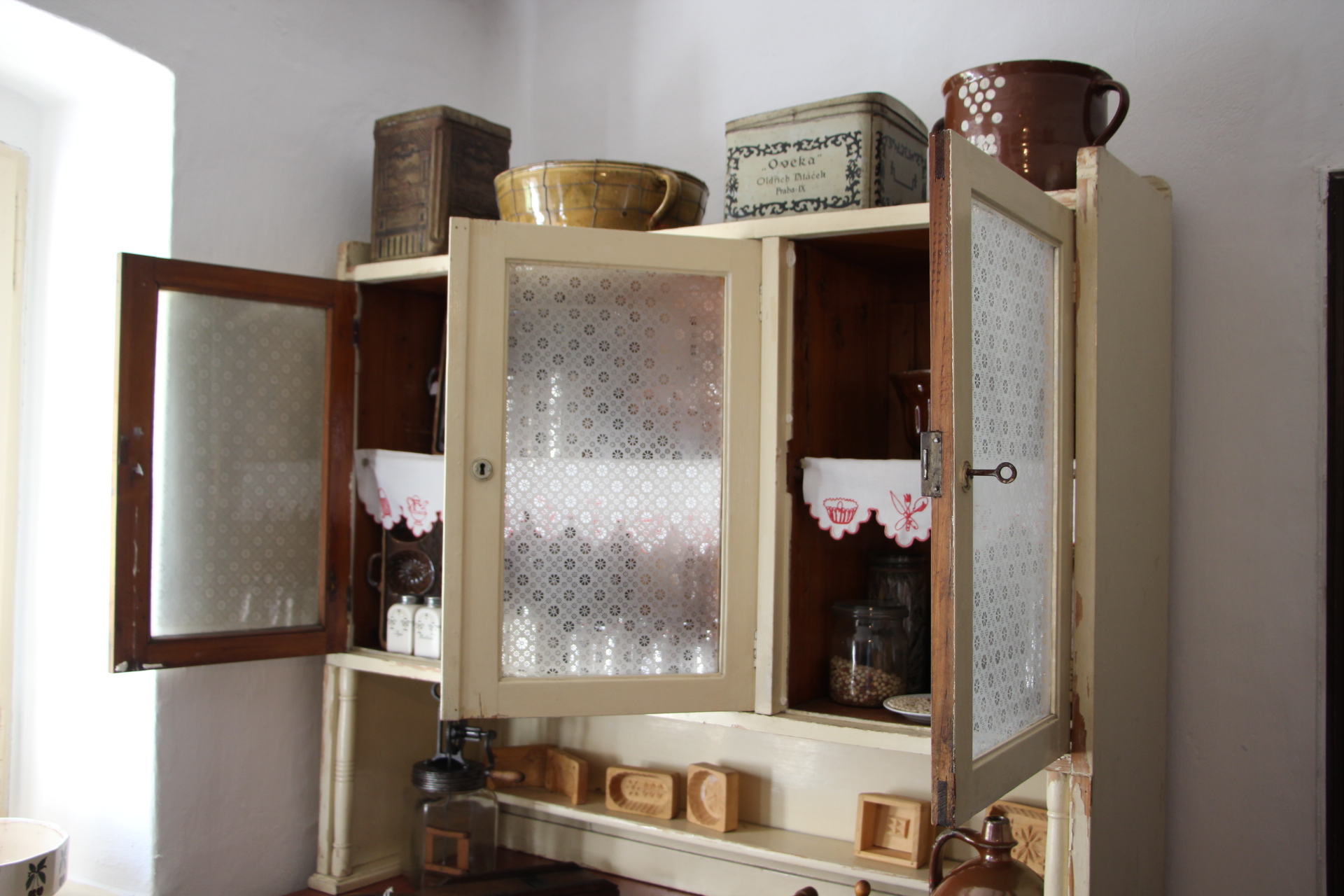
Dochovaná kredenc se sbírkovými předměty
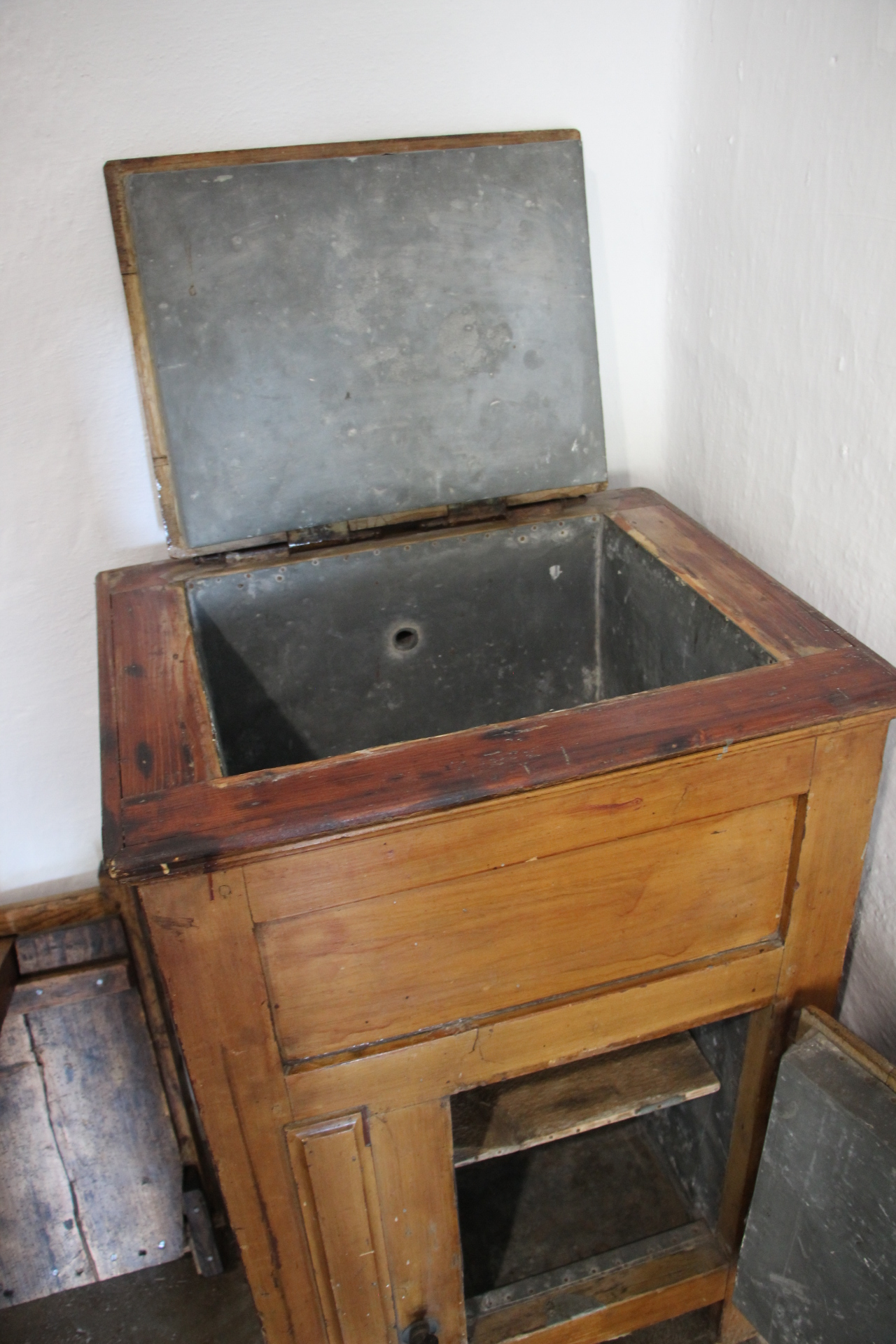
Lednice z 19. století
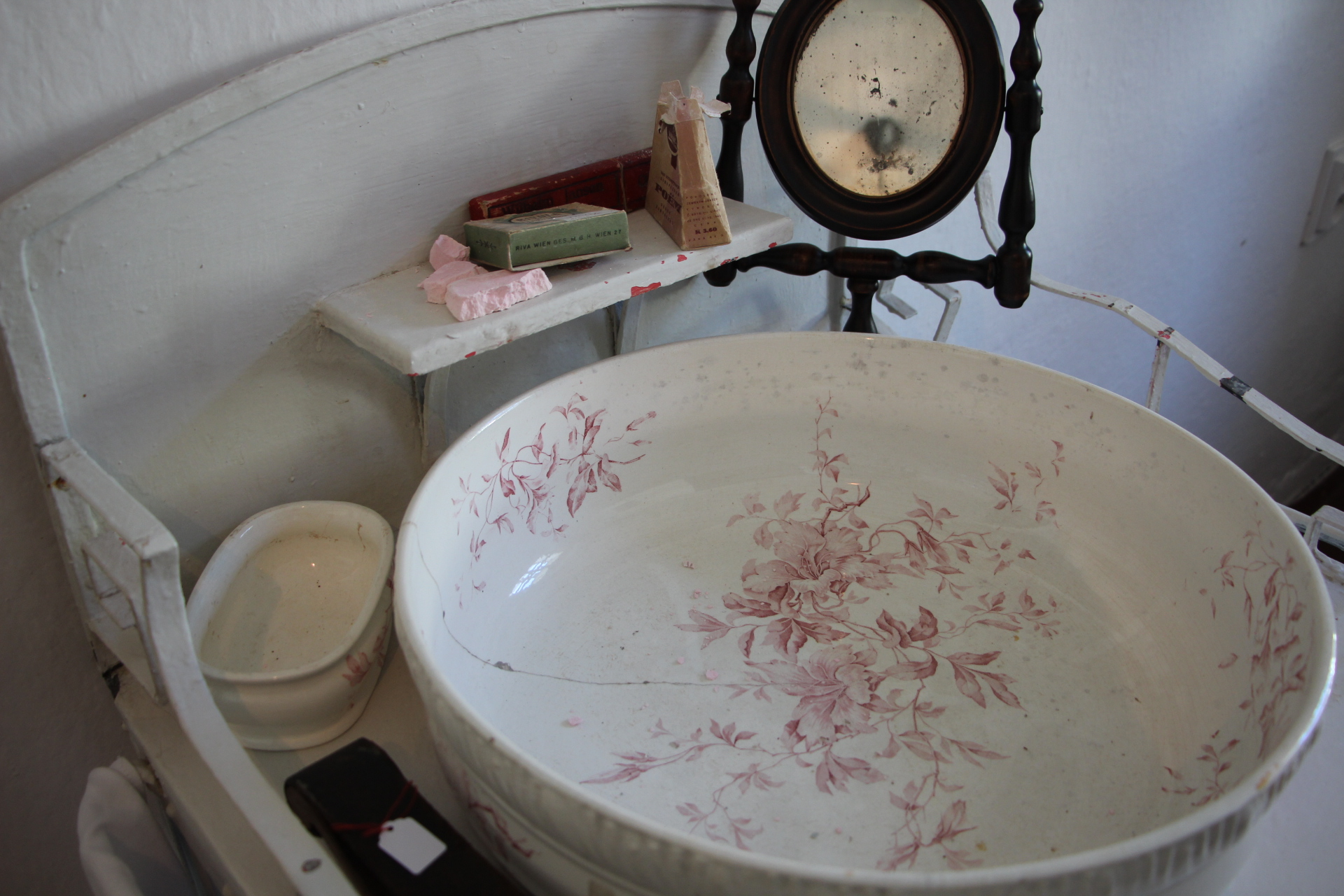
Toaleta
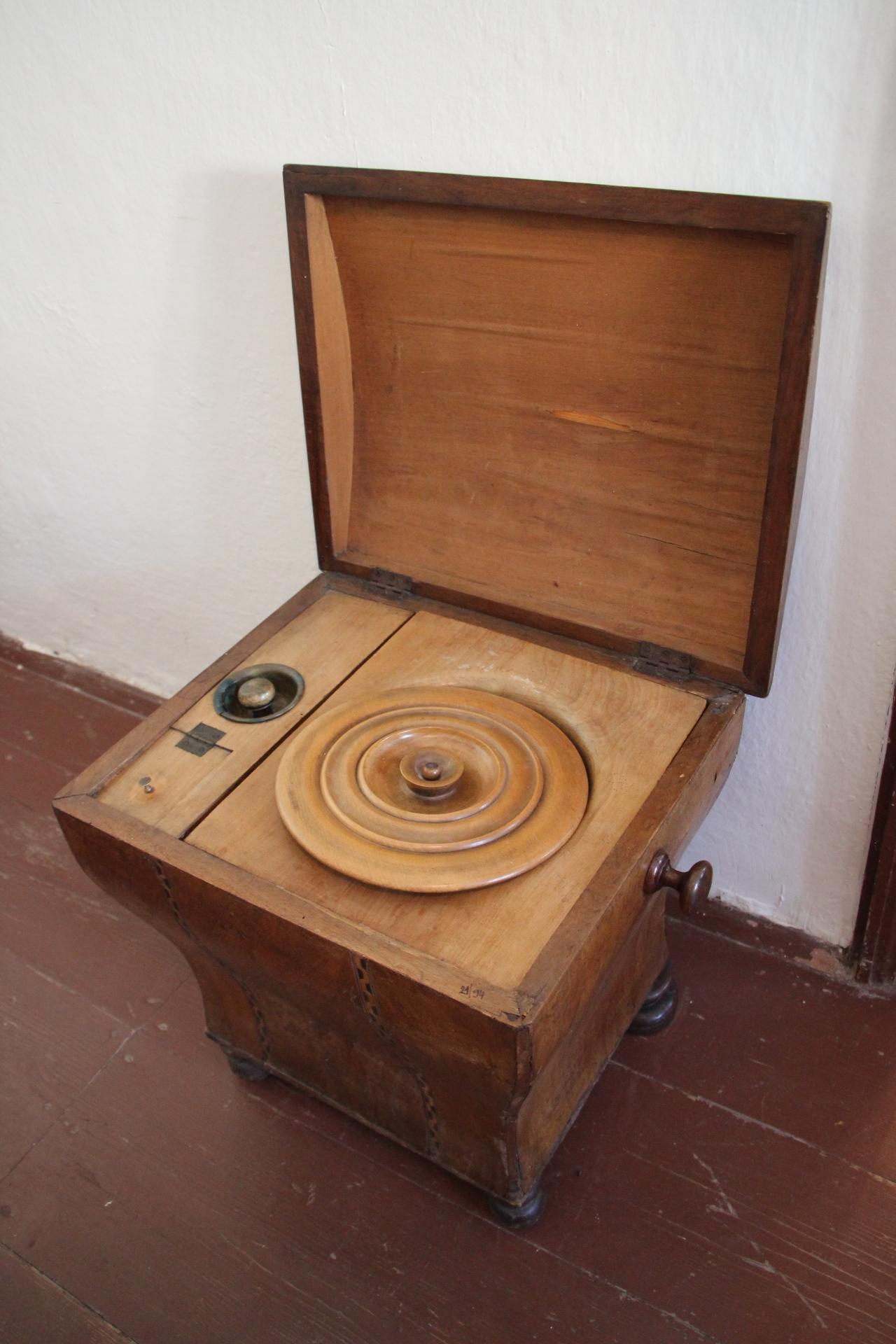
Přenosný záchod
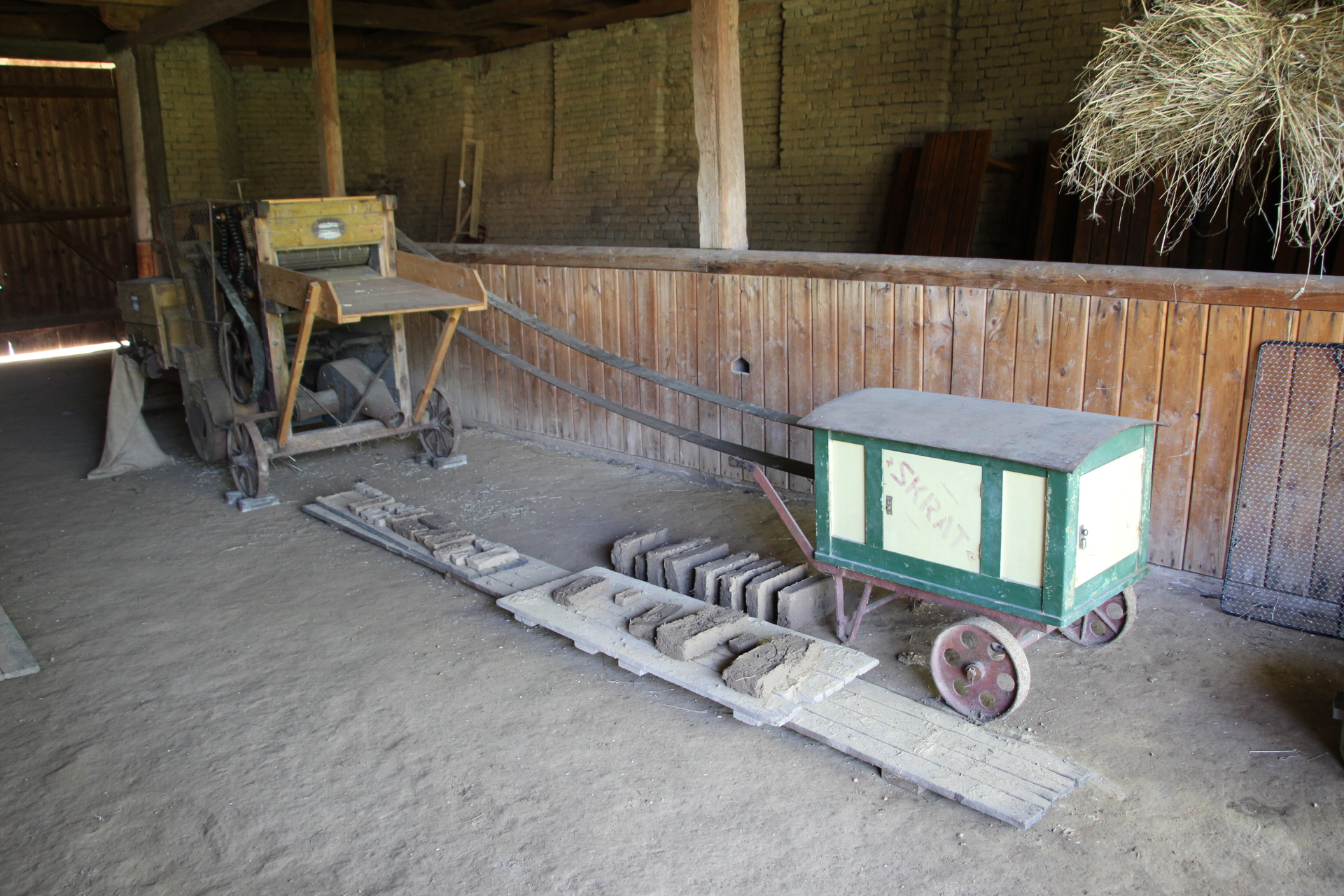
Žací stroj
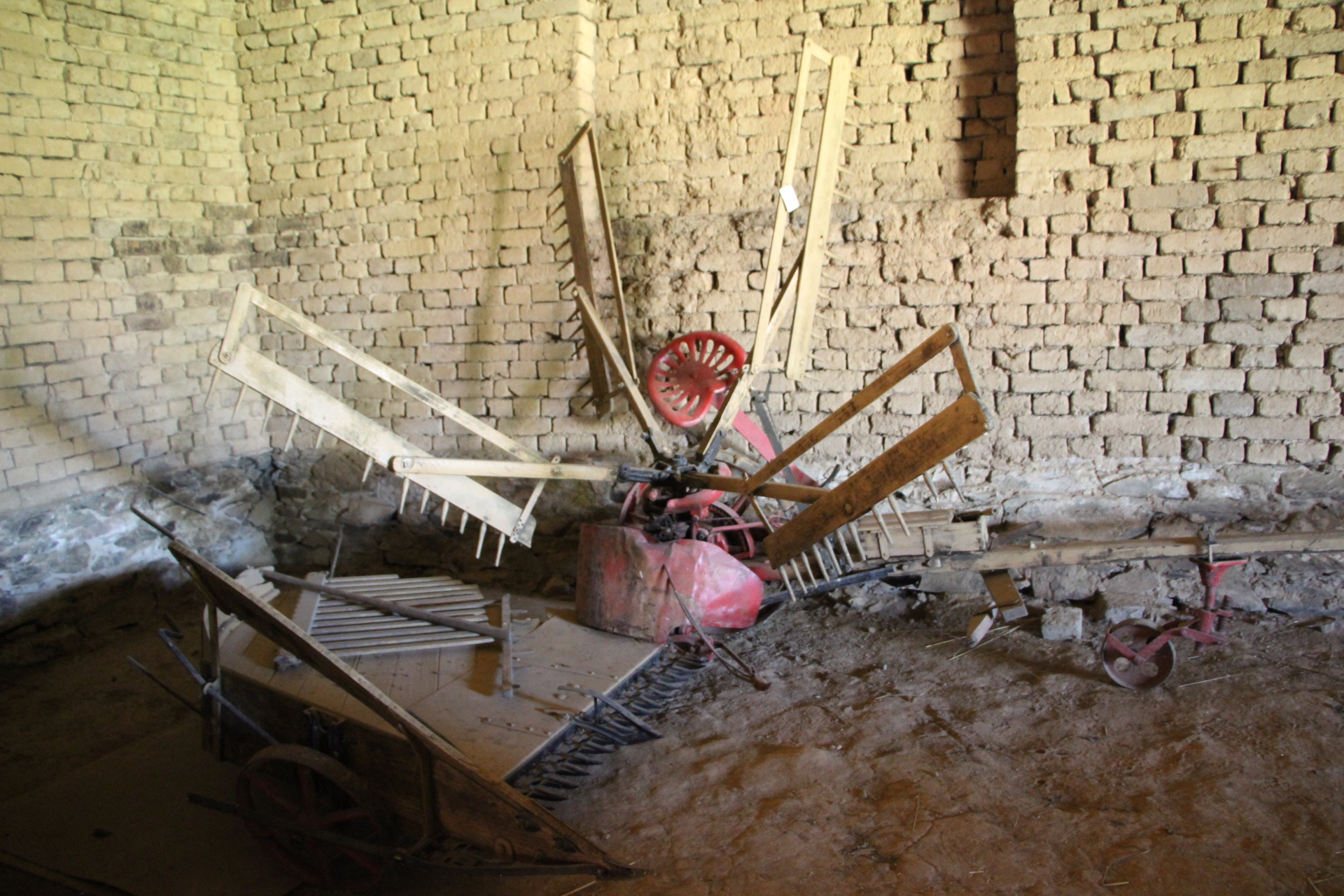
Žací stroj
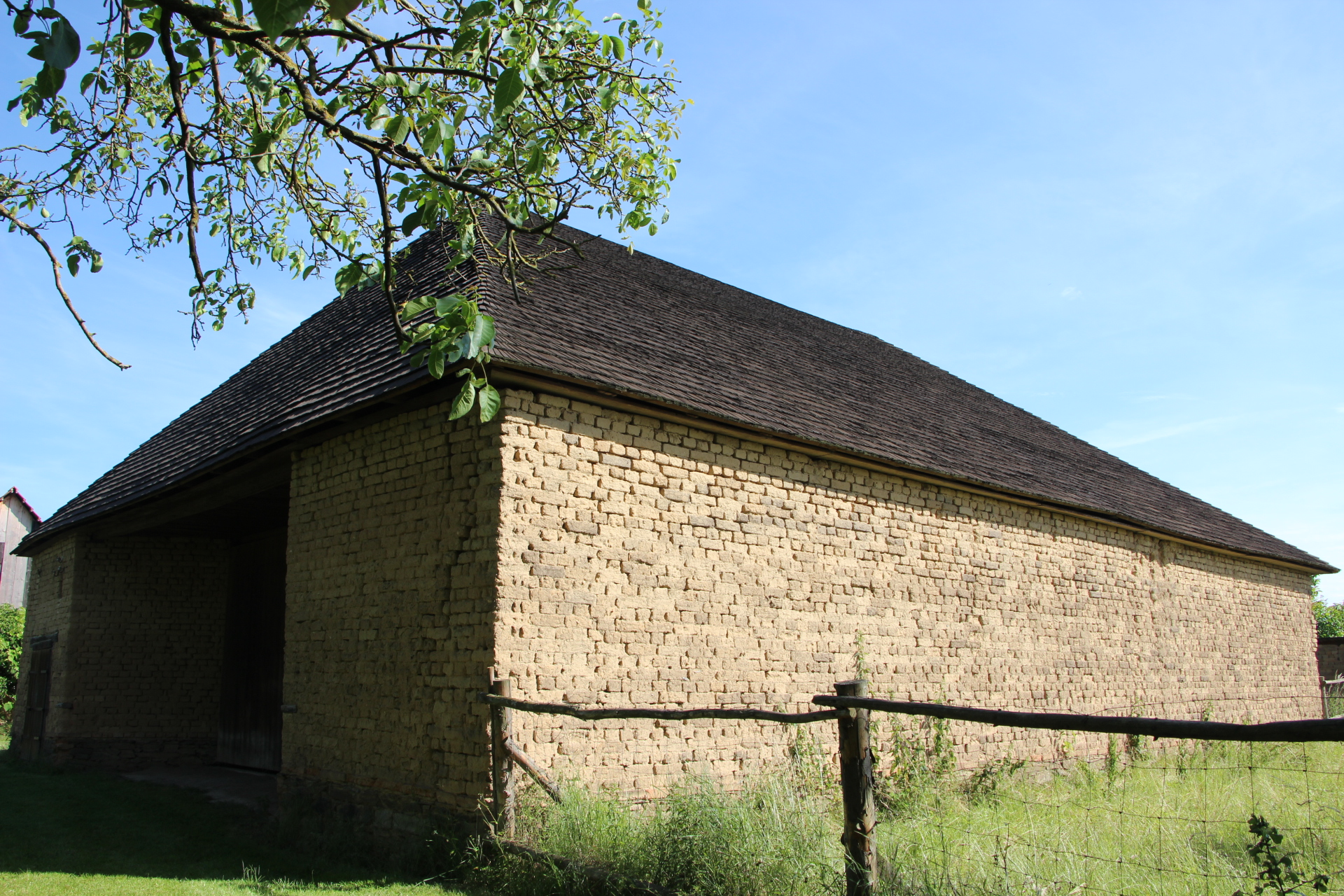
Špaletová stodola z hlíněných cihel
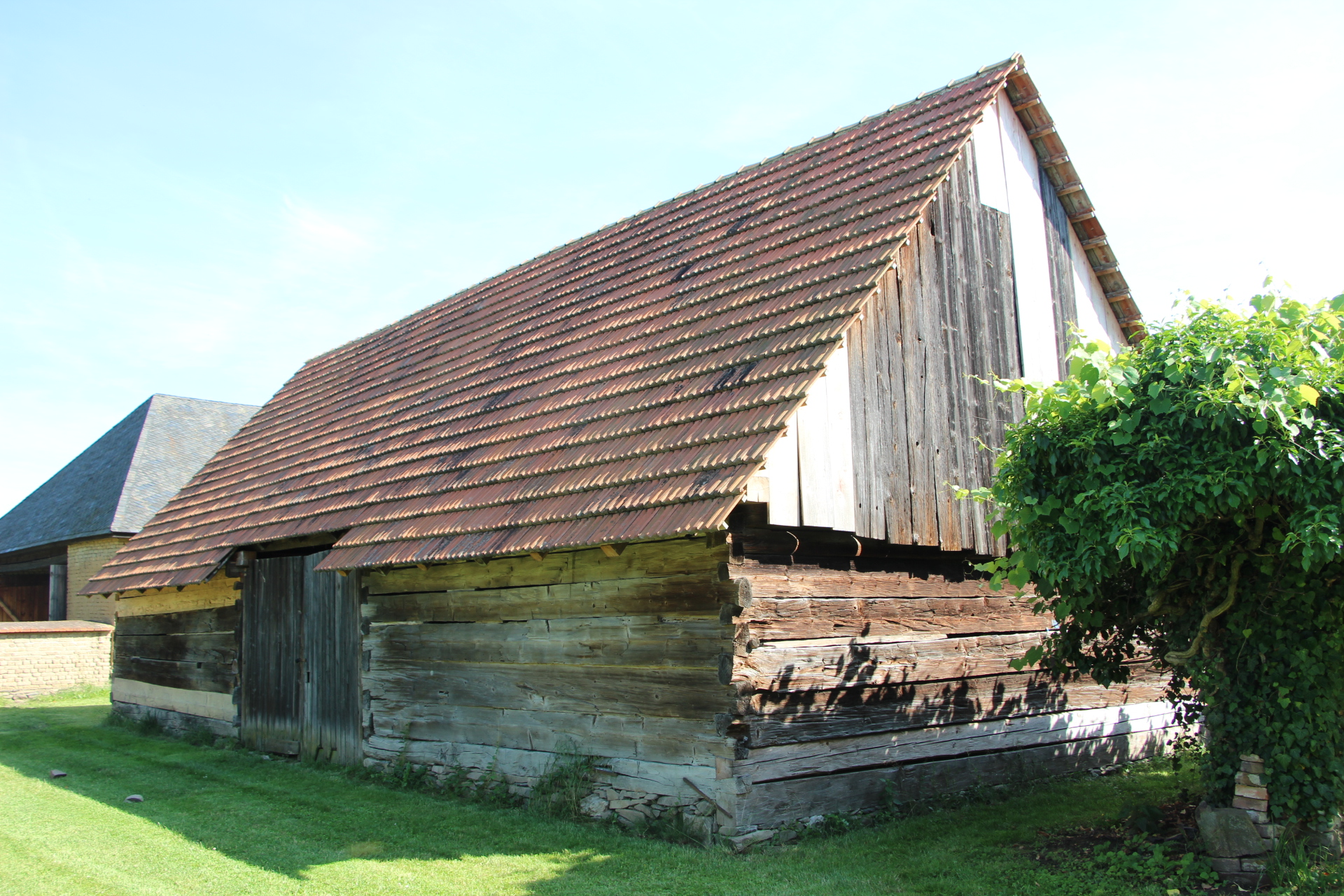
Vinklárkova stodola ze Skaličky
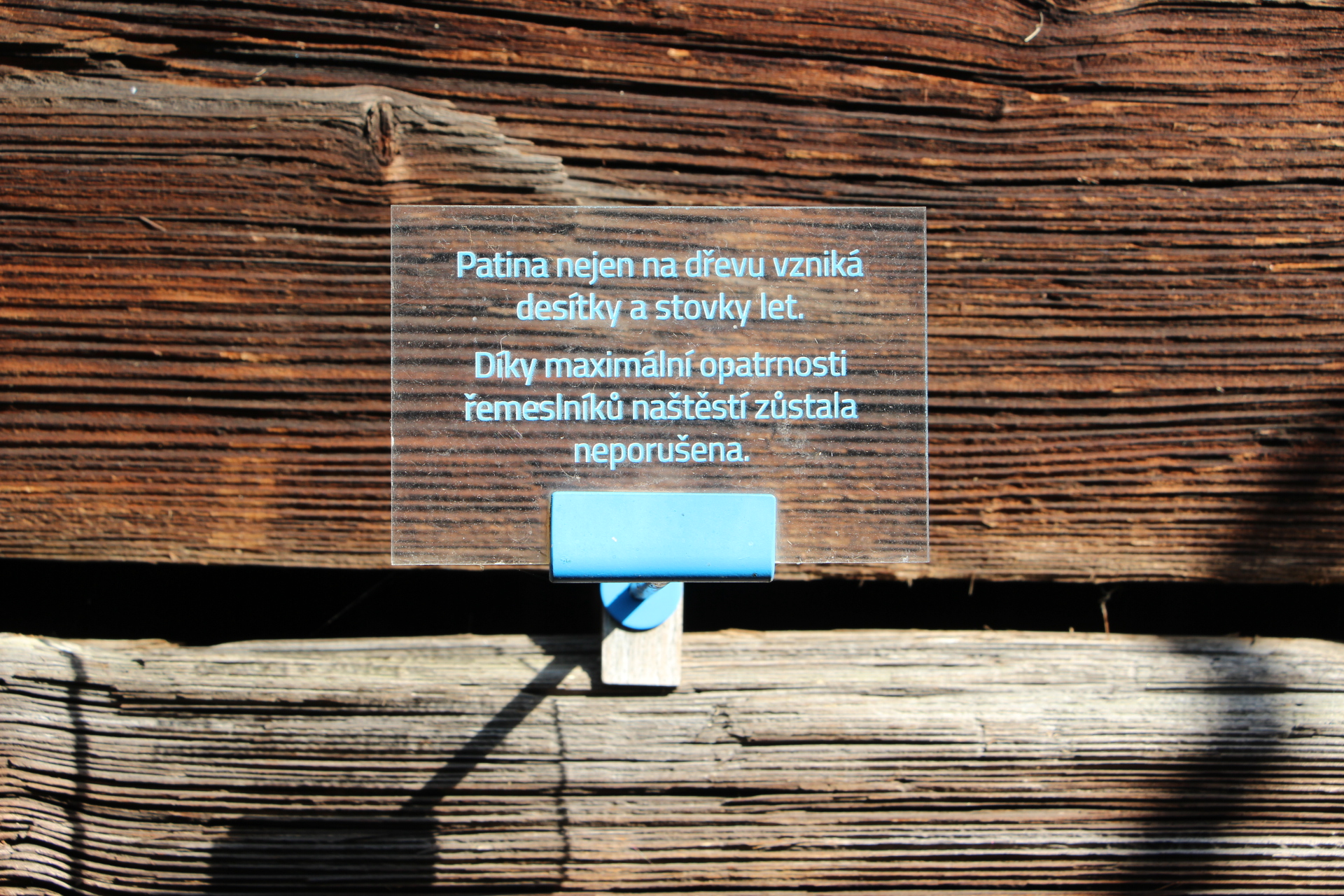
Vinklárkova stodola, detail
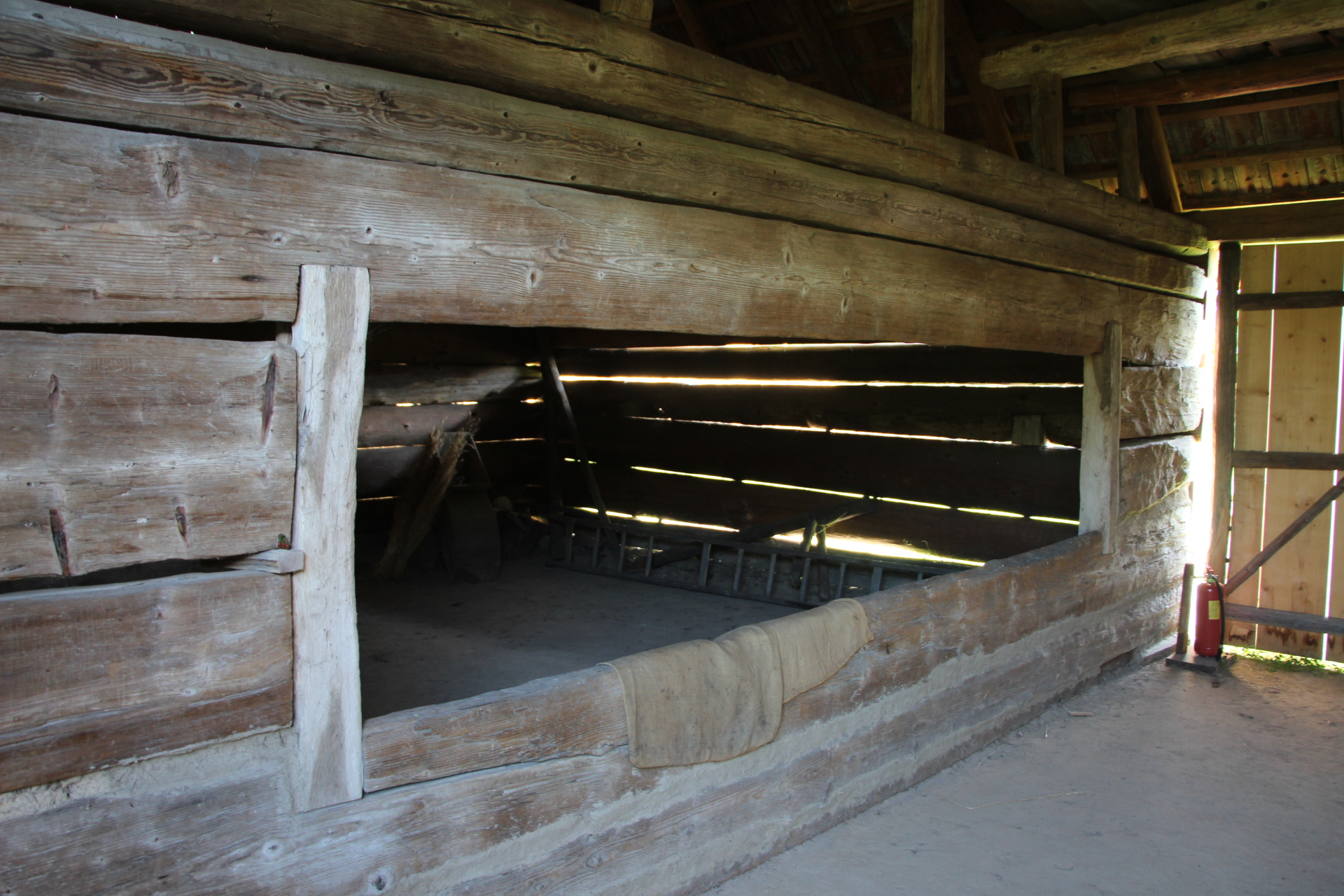
Vinklárkova stodola, interiér